# 北矢野目
北矢野目（きたやのめ）は、福島県福島市の大字である。郵便番号は960-0113。

## 地理
福島市北部の北信地区に属し、地区中部に位置する。北で沖高と、北東から東にかけ鎌田と、南で南矢野目と、西で飯坂町平野とそれぞれ隣接する。概ね町村制施行以前の北矢野目村の流れを汲む地域である。八反田川右岸部の支流の耳取川に挟まれた平地を区域としており、水田や果樹園が広がっていたが、国道13号や福島市道19号鎌田笹谷線などの幹線道路が整備されるに伴い、福島市街地北部に隣接する地域として住宅地や商業地として発展してきた。飯坂町平野に所在する 福島北警察署及び鎌田に所在する飯坂消防署東出張所がそれぞれ管轄にあたる。

### 河川
- 八反田川（阿武隈川支流）

### 主な字
- 江下
- 追分
- 金溢
- 金田
- 上江後田
- 川窪
- 窪田
- 小原田
- 小原田西
- 小原田東
- 五反田
- 上河原
- 沢目
- 渋川
- 渋田
- 下江後田
- 下釜
- 下河原
- 下成田
- 白岩
- 台田
- 高畑
- 竹ノ花
- 舘
- 田中
- 檀ノ腰
- 樋越
- 戸ノ内
- 中河原
- 成田小屋
- 西田
- 八景
- 初田川
- 原田
- 原田東
- 原田前
- 坂東
- 前原
- 前原前
- 宮ノ前
- 八幡内

## 歴史
- 1889年（明治22年）4月1日 - 町村制の施行により信夫郡余目村が発足。旧北矢野目村域は余目村の大字となる。
- 1954年（昭和29年） 3月31日 - 余目村が福島市へ編入され、福島市の大字となる。

## 世帯数と人口
2022年（令和4年）3月31日現在の世帯数と人口は以下の通りである。
| 大字     | 世帯数  | 人口   |
| -------- | ------- | ------ |
| 北矢野目 | 546世帯 | 1275人 |

## 小・中学校の学区
市立小・中学校に通う場合、学区は以下の通りとなる。
| 番地 | 小学校               | 中学校             |
| ---- | -------------------- | ------------------ |
| 全域 | 福島市立矢野目小学校 | 福島市立北信中学校 |

## 交通

### 鉄道
- JR東北新幹線
- JR東北本線・阿武隈急行線
  - 矢野目信号場
  - JR貨物東福島駅

### 道路
- 国道13号
- 福島県道387号飯坂保原線
  - 上八幡橋（八反田川）
- 福島市道19号鎌田笹谷線
- 福島市道26号大森北矢野目線
- 福島市道54号御山宮代線

### バス
高速バス
- （福島駅東口方面） - 原田東 - （仙台方面）
  - 仙台 - 福島線

福島交通路線バス
- （福島駅東口方面） - 原田東 - JA福島ビル - （五月乙女団地方面）
  - 五月乙女団地

## 施設
- 福島市公設地方卸売市場
- 福島市埋蔵文化財調査室
- 矢野目郵便局
- 東邦銀行北福島支店